# リサ・マクファーソン
リサ・マクファーソン (1959年2月10日 - 1995年12月5日）は、アメリカ人の サイエントロジー教会のメンバーである。彼女は、サイエントロジー教会フラッグ・サービス・オーガニゼーションの保護下にあった時、肺塞栓で死亡した。リサは過失致死の犠牲者 であると述べたフロリダ州の検察医による報告書によれば、サイエントロジー教会は2つの重罪を犯したことになる。すなわち、「身体障害のある成人に対する虐待及び／介護放棄」そして「無免許で医療行為を与えること」である。「原因不明」とされた死因が、2000年6月13日に検察医によって「不慮の事故」に変更された後、サイエントロジー教会に対する告訴は取り下げられた。彼女の家族による教会に対する民事訴訟は、2004年5月28日に示談となった。